# Dartmouth, Devon
Dartmouth este un oraș în comitatul Devon, regiunea South West, Anglia. Orașul se află în districtul South Hams.